# 교열 (수호전)
교열(喬洌)은 중국의 사대기서(四大奇書) 중 하나인 《수호전》(水滸傳)에 등장하는 인물이다. 도호는 도청(道淸)이며, 작중에서는 주로 교도청(喬道淸)으로 호칭된다. 전호 휘하의 국사(國師)로 환술(幻術)을 잘 부리기에 별호는 환마군(幻魔君)으로 불렸다. 전호가 하북에 건국한 진(晋)나라 조정에서는 호국영감진인(護國靈感眞人) 좌승상의 지위를 가진다. 양산박의 공손승(公孫勝)이 자신과 필적한다고 말한 막강한 법력을 지닌 요술사이다. 94회부터 110회까지 등장한다.

## 생애
경원(涇原) 출신으로 젊었을 때 공동산(崆峒山)을 올라갔을 때, 불가사의한 인물을 만나 그에게서 선술(仙術)을 배워 비바람을 부르는 특이한 능력을 얻게된다. 더욱이 고명한 도사인 나진인의 제자가 되기를 희망하여 이선산(二仙山)을 찾으나 나진인은 교열에게 마심(魔心)이 있다하여 그 시점에서는 입문을 불허하였다.
그로부터 한동안은 환술을 믿고 여기저기 방랑생활을 하던 교열이었는데, 가뭄에 시달리는 안정주를 찾았을 때 비를 내린 자에게는 상금 3천 관을 주겠다는 관리의 제시에 따라 법술로 비를 내리게했지만 그 상금의 대부분을 악덕 관리들이 마음대로 착복해 버린다. 이에 분개한 교열은 부패 관리들을 때려 죽여 관헌에서 도망칠 수밖에 없었다. 때마침 하북에서는 전호가 모반을 일으켰고, 전호는 '도청(道淸)'으로 이름을 바꾼 교열이 요술사임을 알게 되자 자신의 휘하로 맞아들여 그 막강한 법력을 바탕으로 차례차례 하북의 주현을 점령해 갔다.
전호 세력이 하북의 5주 56현을 점거하고 국호를 '진(晋)'으로 하는 왕조를 건국함에 따라 사태를 중히 여긴 송나라는 요나라를 토벌하고 개선한 양산박군에게 전호 토벌을 명한다. 수많은 영웅호걸들이 즐비한 양산박군에게 하북을 종횡무진 휩쓸던 전호군도 열세에 놓이게 되고, 전호의 성과 거점은 양산박군에 의해 탈환되어 간다.
교열이 양산박군과 전쟁을 벌이게 된 것은 열세에 처한 호관(壺關)의 수장 산사기(山士奇)와 진녕(晋寧)을 지키는 전표(田彪) 등으로부터 구원을 청하는 상신서가 전호에게 전해진 데서 비롯되었다. 교열은 전호에게 동향의 절친 손안(孫安)과 함께 자진하여 양산박을 물리칠 의사를 전하고 호관 구원에 나서지만, 그가 출진했을 때에는 호관의 장수 중 한 사람인 당빈(唐斌)의 배신으로 이미 호관은 함락되어 소덕성에까지 쳐들어온 양산박군과 격전을 벌이게 된다.
교열은 강력한 법력을 발휘해 첫 전투에서 배신한 당빈과 양산박의 맹장 이규를, 2차전에서는 노지심·무송·유당 등을 차례로 붙잡아버리고 번서의 도술마저 깨뜨리는 위세를 보였다. 그러나 열세의 번서의 뒤에 나타난 공손승에게는 반대로 도술을 깨지고 백곡령으로 내몰리는 신세가 된다. 이후 앞서 양산박에 항복했던 손안을 통해 공손승이 나진인의 뜻과 자신의 천명에 대해 얘기하자 판연히 깨닫고 공손승을 스승으로 모시고 양산박군에 항복한다. 또 제자인 전호군의 요술사 마령(馬靈)도 설득하여 항복시켰다.
이윽고 전호가 망하자 뒤이어 조정에서는 '초왕(楚王)'을 참칭하는 왕경을 토벌하라는 칙명이 양산박군에게 내려오고, 교열은 다른 전호군의 강장들과 함께 양산박군에서 싸우게 된다. 그 토벌전 속에서도 교열은 왕경군의 유민(劉敏)이 지키는 완주와 공단(龔端)이 지키는 서경성 공격 등에서 지대한 공을 쌓았다. 그러나 왕경의 난 평정 직전 절친이자 전호군에서 함께 항복한 손안이 토질병으로 쓰러져 병사하기에 이르렀고, 깊이 탄식한 교열은 동경 개봉부로의 개선에 참여하지 않고, 상심을 이유로 제자 마령과 함께 양산박군에서 사퇴한다. 후에 마령과 함께 이선산에 다시 올라가 나진인의 제자가 되고, 나진인의 가르침으로 도를 배우고 천수를 다하였다.

## 같이 보기
- 수호전
- 전호
- 손안
- 당빈
- 마령
- 공손승
- 번서